# Yeldeğirmeni, Adaklı
Yeldeğirmeni là một xã thuộc huyện Adaklı, tỉnh Bingöl, Thổ Nhĩ Kỳ. Dân số thời điểm năm 2010 là 83 người.